# Biscoe
Biscoe è una città degli Stati Uniti d'America situata nella Carolina del Nord, nella Contea di Montgomery.